# Be-6
Be-6 (ros. Бе-6) – radziecka dwusilnikowa łódź latająca o napędzie śmigłowym, opracowana przez biuro konstrukcyjne Georgija Berijewa, jako rozwinięcie prototypu LL-143. Samolot przeznaczony był do zwalczania okrętów podwodnych, dalekiego rozpoznania, patrolowania i ratownictwa morskiego.

## Konstrukcja
Dwusilnikowa amfibia w układzie górnopłatu z dwoma stabilizującymi pływakami. Konstrukcja całkowicie metalowa. Usterzenie podwójne. Śmigła czterołopatowe.

## Wersje
- samolot bombowy i dalekiego rozpoznania z tylnym stanowiskiem strzeleckim
- samolot patrolowy z magnetycznym przyrządem do wykrywania okrętów podwodnych pod lewym płatem
- samolot patrolowy z elektronicznym przyrządem do wykrywania okrętów podwodnych w wydłużonym ogonie (bez tylnego stanowiska strzeleckiego)
- samolot transportowy, służący także w ratownictwie morskim[1]

## Be-6 w muzeach
Państwowe Muzeum Lotnictwa im. O. K. Antonowa w Kijowie

Qing-6 (kopia radzieckiego Be-6) w Chińskim muzeum lotnictwa